# El Cel de Cruells
El Cel de Cruells és una casa de Perafita (Lluçanès) inclosa a l'Inventari del Patrimoni Arquitectònic de Catalunya.

## Descripció
Construcció de planta rectangular i teulada a doble vessant amb el carener paral·lel a la façana principal. Els murs són de pedra i morter però recentment han estat arrebossats de ciment, la qual cosa no permet veure quina mena de llinda tenen les obertures. Al costat de la casa hi ha una de les corts que ha estat incorporada a l'edifici. Té dues plantes, a la planta baixa s'obre la porta al centre i dues obertures la flanquegen i, al primer pis, hi ha tres finestres. La irregularitat de disposició de les obertures fa pensar que la casa està construïda en dues fases.